# 彼得里·努梅林
彼得里·努梅林（芬蘭語：Petteri Nummelin，1972年11月25日—），芬兰男子冰球运动员。他曾代表芬兰参加2006年冬季奥林匹克运动会冰球比赛，获得一枚银牌。他的父亲蒂莫同样是冰球选手。